# 协奏曲
协奏曲，指一件（或数件）独奏乐器和乐队协同演奏，既有对比又相互交融的作品。
十八世紀之後，協奏曲漸漸演變出三種形式：大协奏曲（concerto grosso，形式上是樂團小群組、大群組的競合），独奏协奏曲（solo concerto，單人與樂團全體的互動），以及較為少見的樂隊協奏曲（ripieno concerto）。其中，独奏协奏曲由於能夠充分展現獨奏樂器的特色，又不失合奏的壯麗，自十九世紀起脫穎而出，受到近、現代觀眾的喜愛。
從科列里、托列里、韋瓦第到巴赫，协奏曲的語法取得了長足的進展，並在莫扎特筆下達到高峰。特別是莫札特可觀的廿七首鋼琴協奏曲創作，使得协奏曲自此成為足以與交響曲、弦樂四重奏鼎足而立的重要作曲類型。

## 词源
concerto一词可能源自拉丁文，原意是「偕同」、「共聚」，但亦有「競爭」、「論辯」的含意，而「协奏曲」的譯法顯然是取自前者居多。

## 歷史
协奏曲在音乐史中，一直是交响音乐中相对大众化的体裁，很少成为新的作曲观念的发端之地，但是往往更受到普通听众的欢迎。因为协奏曲当中既有乐队的强大力量和丰富色彩，又有独奏声部辉煌炫目的技巧表演以及细腻的感情抒发，协奏曲结合了交响性和乐器技巧，作曲家在这种结合中平衡着交响性和技巧性，而不同的听众则可以根据自己的需求在协奏曲中得到满足，这也就是为什么协奏曲这一体裁一直受到许多人喜爱的原因。
直至十六世紀末為止，義語的concerto和conserto在用法上幾無差異，可以視為通用的拼法。此外，concerto和sinfonia在當時也沒有明確的分界。目前已知最早的「协奏曲」，是1519年的《聲樂協奏曲》（Un concerto di voci in musica），細究其用詞（複數用法），可以推斷是一齣合唱團作品。嘉布里耶利的《協奏曲》（義語全名：Concerti di Andrea et di Gio. Gabrieli，安德烈亞‧嘉布里耶利與喬凡尼·嘉布里耶利所作的協奏曲）則是史上第一份正式出版的協奏曲作品，其內容包括教堂音樂、牧歌等，出版於1587年。
曲類之外，協奏曲亦曾經以「樂隊」（ensemble）的用法被使用，這個用法一直持續到了十七世紀末。

### 巴洛克时期
器樂大協奏曲是較早受到巴洛克作曲家應用的形式，將樂團分為大群組（concerto grosso）和小群組（concertino），之間的互動、競合是此一類型作品的特色。concerto grosso一詞在後來被直接用於指稱「大協奏曲」這個曲類，科列里的大協奏曲（作品6）便是一例，但這個轉變的具體源頭已不可考。在現代，大協奏曲經常被用於描述獨奏人數不只一人的協奏曲作品，但這樣化繁為簡的用法多少有考證不足的疑慮。
最早的大協奏曲作品可溯源至1675年（斯特拉戴拉），可以說大協奏曲在此業已成為作曲家廣泛使用的名稱，但卻並非專指「大協奏曲」一類，托列里的十二首大協奏曲（作品8）便完全是獨奏協奏曲的形式。托列里筆下的三樂章體裁、樂團段與獨奏段的清楚分界，以及炫技化的獨奏寫作，盡皆在韋瓦第處得到了更為可觀的發展。科列里方面，其作品則是在1680年左右盛行於羅馬，他是大協奏曲此一曲類的先驅者及代表人物。可靠的來源顯示，科列里曾在瑞典女王克莉絲汀娜（Queen Christina）的促成下，以多達150人規模的樂團演奏自己的作品。
科列里的大协奏曲是由三重奏鸣曲（trio sonata）改进而来的，乐队中的两组乐器分别担任“主奏部”、“协奏部”，替代原来三重奏鸣曲三声部之中的两个高音部，突出了“主奏部”和“协奏部”这两个声部之间的对比。據記載，無法以樂團演奏時，科列里作品亦可以奏鳴曲的人數演奏之。作品6的十二首大協奏曲出版於1714年（作曲家已逝世），當中的八首屬於教堂协奏曲（cancerti da chiesa，含有賦格段的快板樂章），後四首則是室内协奏曲（concerti da camera，帶有阿拉曼德、库朗、萨拉班德、吉格等不同類型的舞曲作为其中的乐章）；後者的风格较为轻快，但兩者的差異相當有限。
科列里風格的繼承者是韓德爾，其作品3的協奏曲納入了管樂器，但並非作為獨奏使用，將之稱為「雙簧管協奏曲」的用法是一種誤用。

### 古典主义时期
维也纳古典樂派时期，莫扎特大幅度提升了独奏乐器的地位，同时为自己的协奏曲创作了华彩，他最终确立了C.P.E.巴赫开创的第一乐章采用双呈示部的奏鸣曲式这一规则，把第三乐章写成回旋曲式，确定了协奏曲的形式（如第20号钢琴协奏曲），而贝多芬则把协奏曲作为整体加以构思，开创了乐章间不间断过渡，以及作曲家事先写定华彩的先例（如第5号钢琴协奏曲），他也提升了独奏乐器的地位，并进一步加强第一乐章的分量（如小提琴协奏曲）。

### 浪漫主义时期
浪漫主义时期的协奏曲更加注重独奏乐器技巧的展现，后来出现了大量炫技性的协奏曲作品，独奏乐器和乐队的平衡逐渐被打破。1815年至1845年期間，是這股炫技風潮最盛的時期，帕格尼尼的演奏及其小提琴协奏曲則是其頂點。浪漫主义作曲家的协奏曲也更注意旋律的优美可歌，注意乐曲的技巧性以及对于内心世界的表达。
贝多芬在他的创作中加强了协奏曲的戏剧表现力，强化了独奏乐器与乐队之间的联系以及对音乐素材的分享，特别是使主题得到了真正的交响发展，这些努力都在布拉姆斯那里得到了继承和进一步的发扬（如布拉姆斯的第2鋼琴協奏曲）。

### 20世纪后
进入20世纪之后，协奏曲的创作变得越发多样，既有新古典主义者按照传统模式，追求古老精神的作品（如斯特拉文斯基的Concerto for piano and wind instruments），也有完全打破传统结构的作品（如普朗克的Concerto for Organ, Strings and Timpani），甚至还出现了为声乐和乐队创作的声乐协奏曲（如格里埃尔的Concerto for Coloratura Soprano and Orchestra, op.82）。

## 音樂形式
用一件乐器者又称“独奏协奏曲”，用几件乐器者又称“大协奏曲”。通常为三个乐章，但也有仅一个乐章的，而舒曼将自己这样只有一个乐章的协奏曲作品称为“小协奏曲”。
协奏曲的独奏乐器可以是任何乐器，常见的如小提琴，大提琴，钢琴，像中提琴协奏曲，管风琴协奏曲，各种管乐器协奏曲就相对少见了，更少见的还有低音提琴协奏曲、打击乐器的协奏曲等等。除了一件独奏乐器的协奏曲，还有一些协奏曲为两件，三件甚至四件独奏乐器和乐队创作，且不像大协奏曲那样整体地处理这些独奏乐器和乐队的关系，这样就有二重，三重协奏曲等（如布拉姆斯的Duo Concerto, op.102，贝多芬的Triple Concerto, op.56）。
此外，有些为独奏乐器和乐队而写的作品，例如弗兰克的交响变奏曲（Symphonic Variations for solo piano
and orchestra, M.46），李斯特的死之舞（Totentanz (Dance of Death), piano with or without orchestra，op.40），拉赫曼尼诺夫的帕格尼尼主题狂想曲（Rhapsody on a Theme of Paganini, Op.43）等，虽然不叫做协奏曲，却近似协奏曲这一体裁。相反，有的叫做协奏曲的作品却只有一件独奏乐器而没有乐队（如巴赫的Italian Concerto, BWV.971）。

### 乐章配置以及曲式特征
维瓦尔蒂按照意大利歌剧序曲的模式确定了协奏曲快-慢-快的乐章布局，但是在他那里，三个乐章几乎是等长的。到了莫扎特那里，虽然他的协奏曲仍然是三个乐章的，但是明显是类比于交响曲的套曲格式确定的，同样强调奏鸣曲式的第一乐章。在莫扎特那里，协奏曲形成了固定的乐章配置。
第一乐章为奏鸣曲式，一般是快板，戏剧性的。一般没有引子，直接由乐队进入呈示部。呈示部有两个，第一呈示部由乐队演奏；第二呈示部由独奏乐器和乐队共同演奏。在再现部接近结束，收束的时候乐队暂停，由独奏乐器即兴演奏华彩段，以展示演奏者的技巧。有时因为演奏者过于炫耀，会脱离原曲的风格，所以从贝多芬开始，一些作曲家也会预先写好华彩。
第二乐章一般为三部曲式，常为柔板，慢板或行板，一般具有抒情性的歌唱性质。
第三乐章为回旋曲式，急板，欢快而富有技巧，常为舞蹈性质或节日欢庆性质。
舒曼和李斯特尝试创作单乐章的协奏曲（如李斯特的Concerto for piano and orchestra no.1, S.124 (LW H4)）。而多于三个乐章的协奏曲也屡见不鲜（如肖斯塔科维奇的第一大提琴协奏曲）。